# Паранска крастава жаба
Паранските крастави жаби (Rhinella diptycha) са вид земноводни от семейство Крастави жаби (Bufonidae).
Видът не е добре проучен и се среща в югоизточните части на Парагвай.
Таксонът е описан за пръв път от американския палеонтолог Едуард Дринкър Коуп през 1862 година.